# Provinz El Hajeb

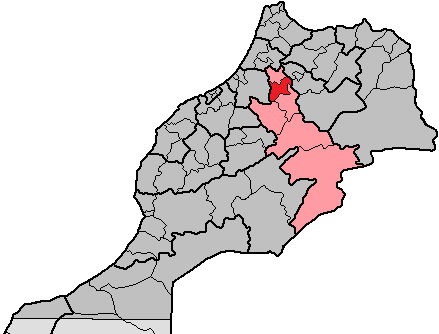
Provinz El Hajeb in der Region Meknès-Tafilalet

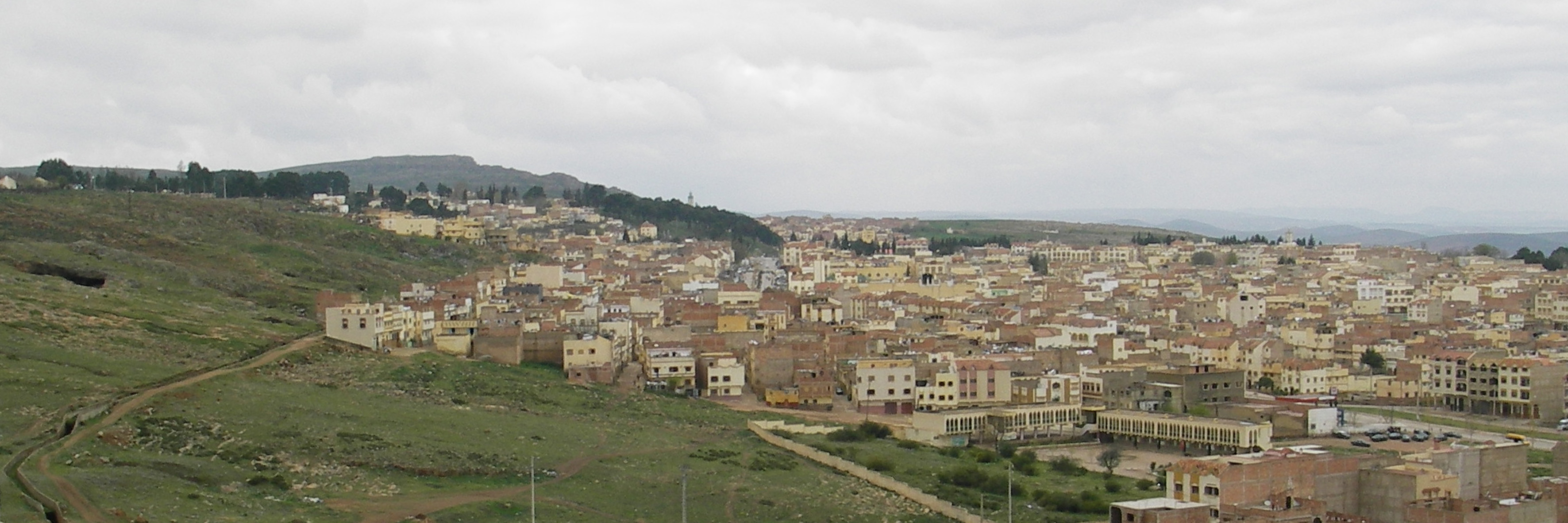
Stadt El Hajeb

Die ca. 1500 km² große und etwa 235.000 Einwohner zählende Provinz El Hajeb (arabisch إقليم الحاجب, DMG Iqlīm al-Ḥāǧib, Zentralatlas-Tamazight ⵜⴰⵙⴳⴰ ⵏ ⵍⵃⴰⵊⴱ Tasga n Lḥajb) gehört seit 2015 zur marokkanischen Region Fès-Meknès. Die Hauptstadt der Provinz ist die Stadt El Hajeb.

## Geographie

### Lage
Die Provinz El Hajeb grenzt im Süden an die Provinz Ifrane, im Südwesten an die Provinz Khénifra, im Westen an die Provinz Khémisset, im Norden an die Präfektur Meknès, im Nordosten an die Provinz Moulay Yacoub und im Osten an die Provinz Sefrou.

### Landschaft
Das Landschaftsprofil der zwischen den nördlichen Ausläufern des Mittleren Atlas und der Marokkanischen Meseta gelegenen Provinz ist hügelig; die höchsten Erhebungen liegen zwischen 1000 und 1500 m.

### Klima
Die sommerlichen Tageshöchsttemperaturen liegen bei 35 °C, selten auch darüber; im Winter liegen die Tagestemperaturen bei 20 °C. Des nachts fällt das Thermometer im Sommer je nach Bewölkung auf 20 bis 25 °C; im Winter können auch Minusgrade erreicht werden – üblicherweise sind es aber 5 bis 10 °C.

## Bevölkerung
Der Anteil der berberischstämmigen Bevölkerung liegt bei 80 %; meist handelt es sich um Zuwanderer aus den Bergregionen, die ihre Heimatdörfer infolge zu geringer Niederschläge oder aus soziokulturellen Gründen verlassen haben (Landflucht). Die arabischstämmigen Männer sind meist in führenden Positionen in der Verwaltung oder als Ärzte, Anwälte, Ingenieure etc. tätig. Etwa die Hälfte der Bevölkerung lebt in vier kleineren Städten (El Hajeb, Aïn Taoujdate, Sabaa Aiyoun und Agourai), die andere Hälfte lebt in den 12 Landgemeinden (communes rurales), von denen einige allerdings auch schon Kleinstadtcharakter haben. In der Hauptsache wird Marokkanisch-Arabisch gesprochen; die Berberdialekte verlieren hingegen an Bedeutung.

## Wirtschaft
Grundlage allen Wirtschaftens ist die Landwirtschaft: Angebaut werden vor allem Gerste und Weizen, aber auch Gemüse, Oliven und Obst; manchmal sieht man auch einige Weinstöcke. Während in früheren Jahrhunderten vorwiegend zum Zweck der Selbstversorgung gewirtschaftet wurde, spielt heutzutage die Produktion für die Märkte der Städte Fès und Meknès die größte Rolle.

## Geschichte
Die Provinz entstand erst im Jahre 1991. Bis 2015 gehörte sie zur Region Meknès-Tafilalet.

## Verwaltungsgliederung
Die Provinz El Hajeb umfasst vier Munizipalitäten und 12 Kommunen:

### Munizipalitäten
- Agouraï
- Ain Taoujdate
- El Hajeb
- Sabaa Aiyoun

### Kommunen
- Ait Boubidmane
- Ait Bourzouine
- Ait Harz Allah
- Ait Naamane
- Ait Ouikhalfen
- Ait Yaazem
- Bitit
- Iqaddar
- Jahjouh
- Laqsir
- Ras Ijerri
- Tamchachate

## Sehenswürdigkeiten
Stadt und Provinz El Hajeb haben keinerlei historisch oder kulturell bedeutsame Sehenswürdigkeiten. Die Stadt El Hajeb war noch in den 1950er Jahren lediglich ein kleiner Marktflecken und besteht in weiten Teilen aus Neubaugebieten.